# Thaumantia minuta
Thaumantia minuta är en insektsart som beskrevs av Victor Lallemand och Synave 1953. Thaumantia minuta ingår i släktet Thaumantia och familjen Tropiduchidae. Inga underarter finns listade i Catalogue of Life.